# Kunstmuseum Ahlen

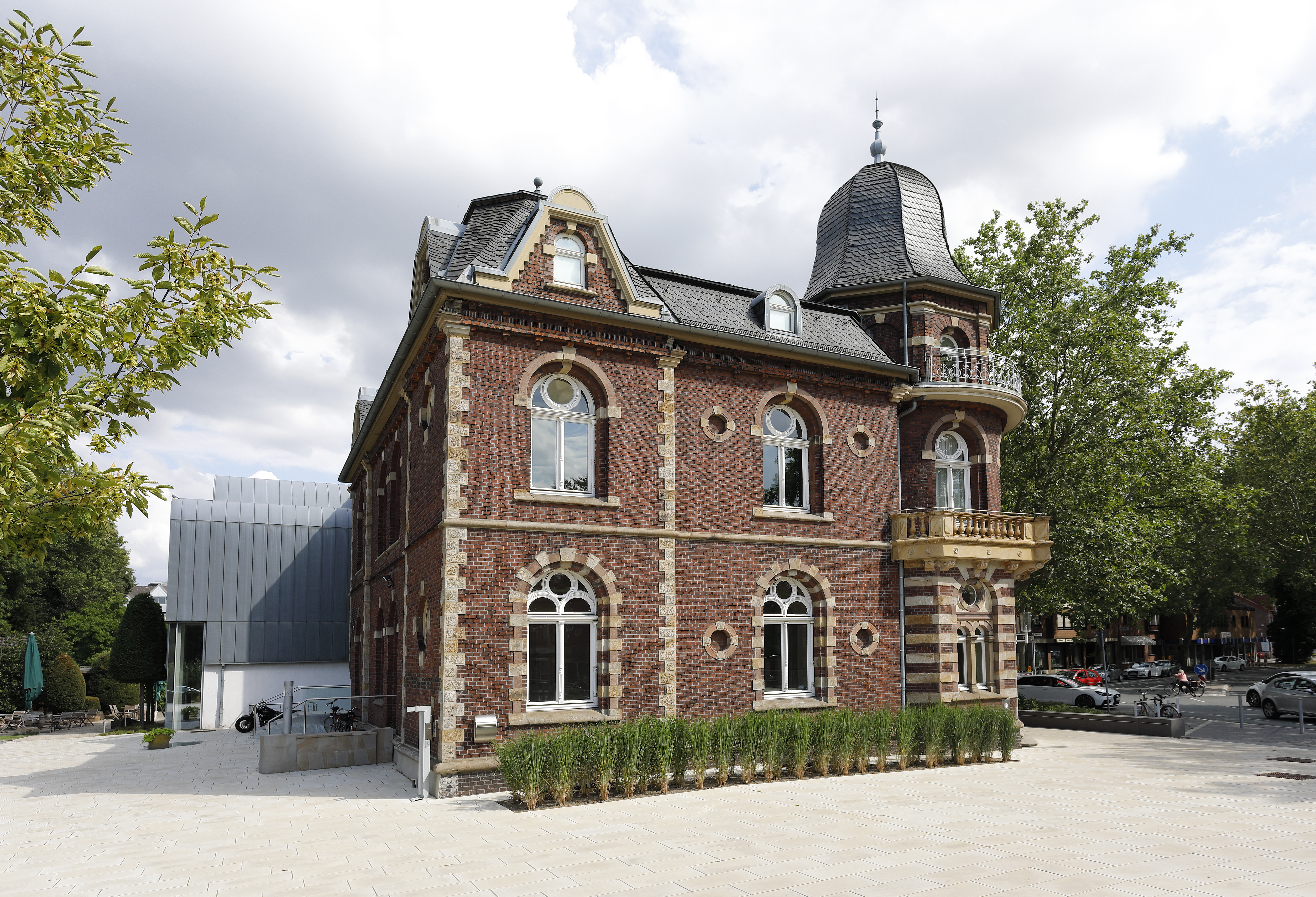
Kunstmuseum Ahlen, Gründerzeitvilla, August 2019

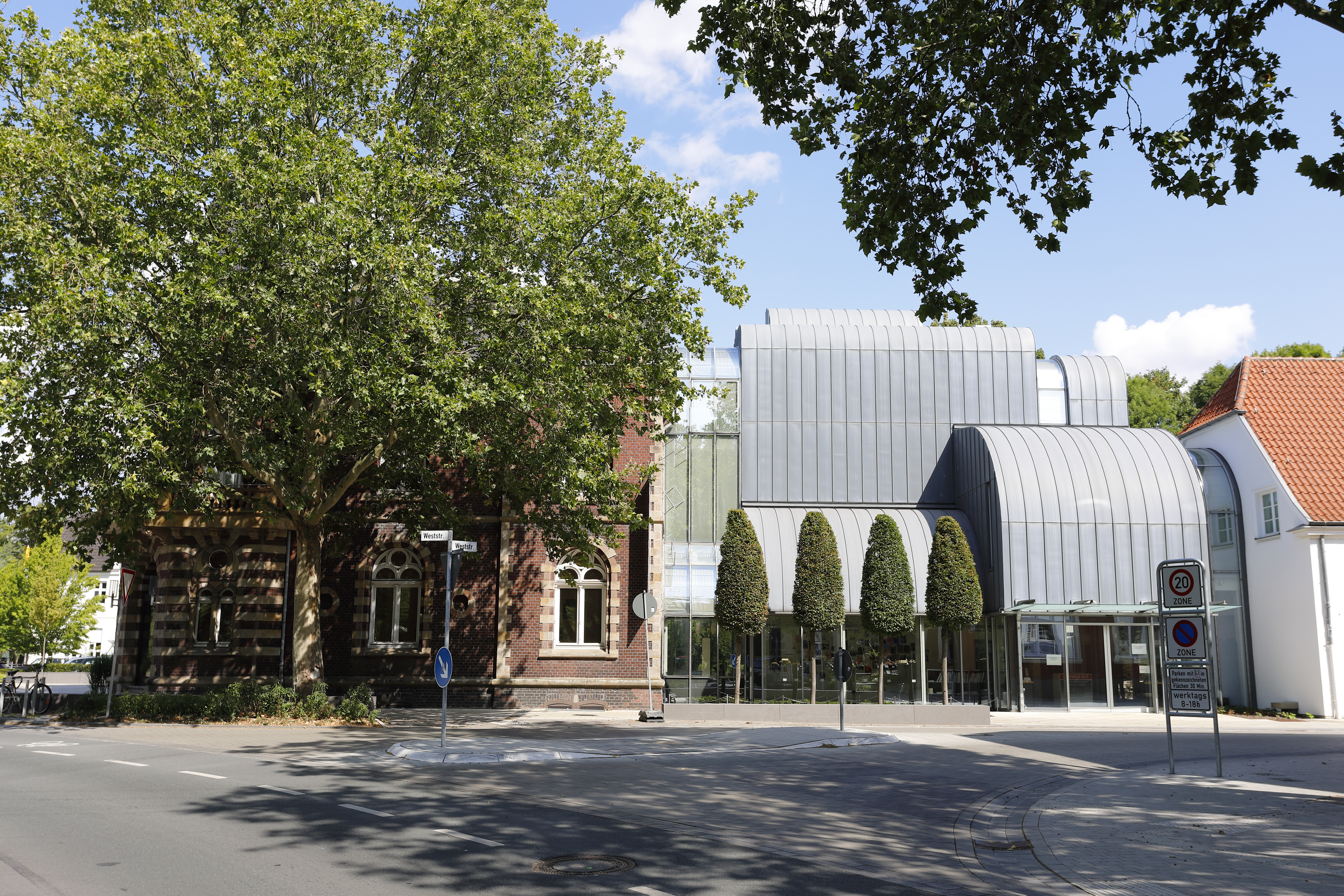
Kunstmuseum Ahlen, Eingangsseite mit Sicht auf den Neubau (2019)

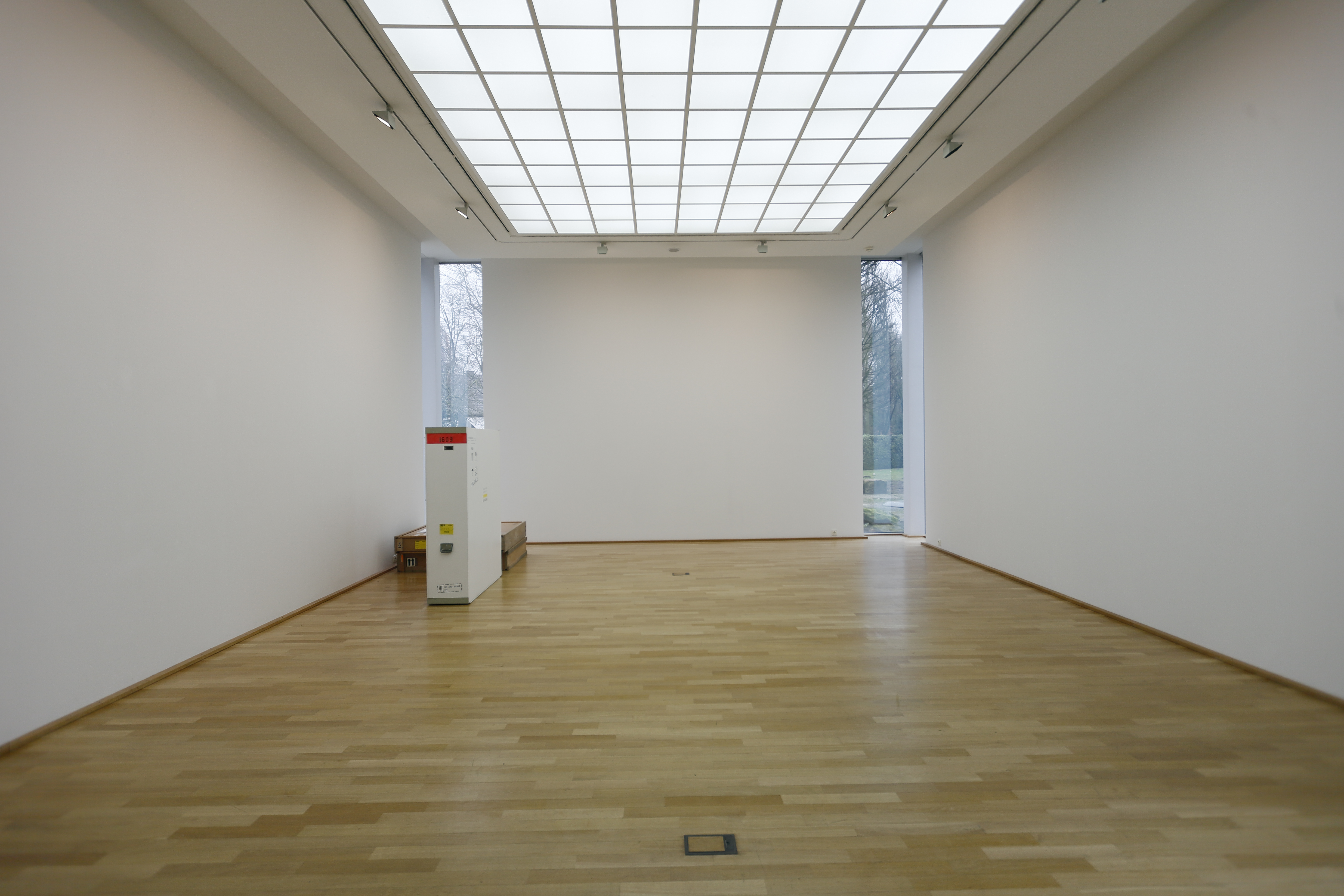
Kunstmuseum Ahlen, Neubau, EG (2018)

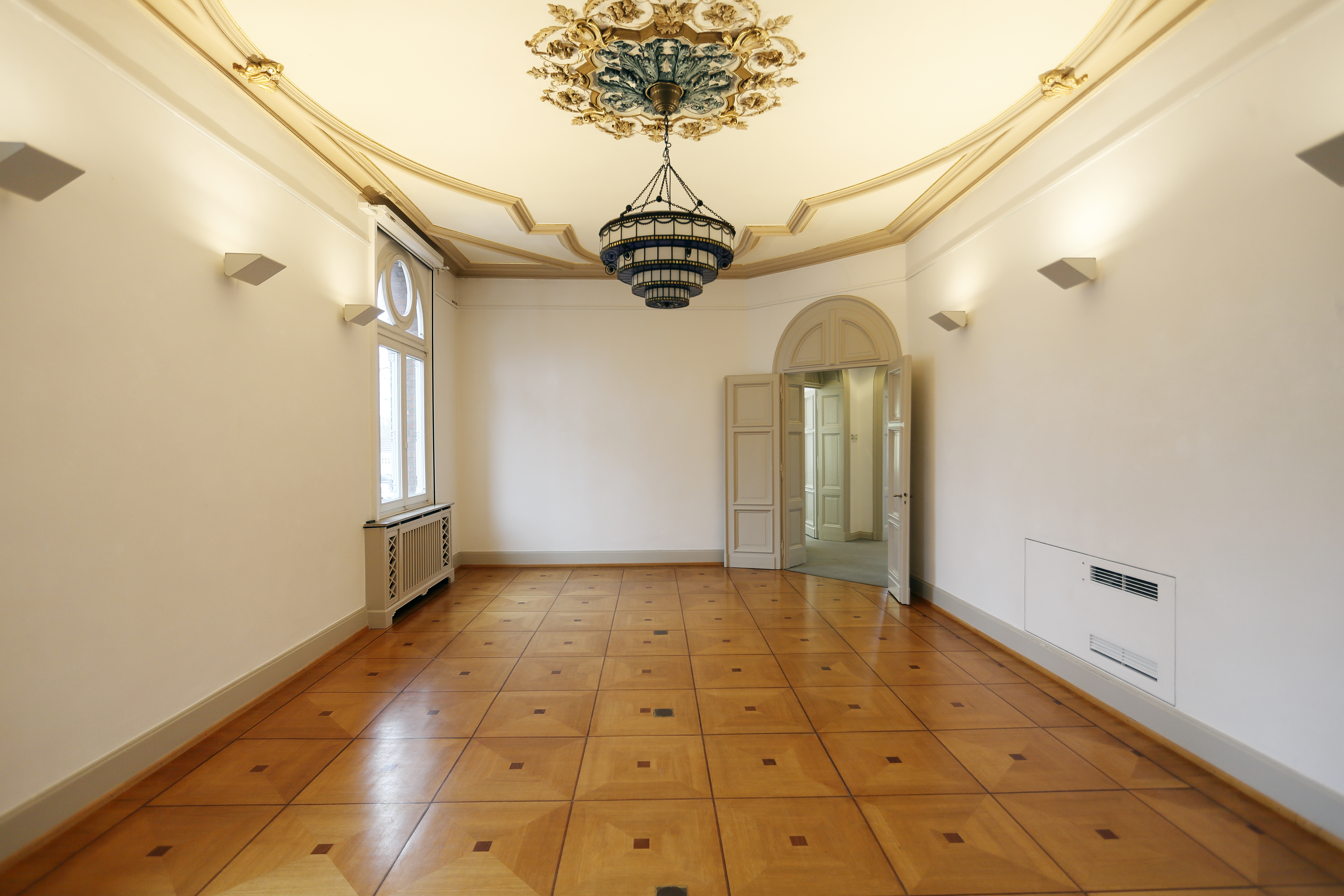
Kunstmuseum Ahlen, Altbau, 1. OG, Leuchtersaal (2018)

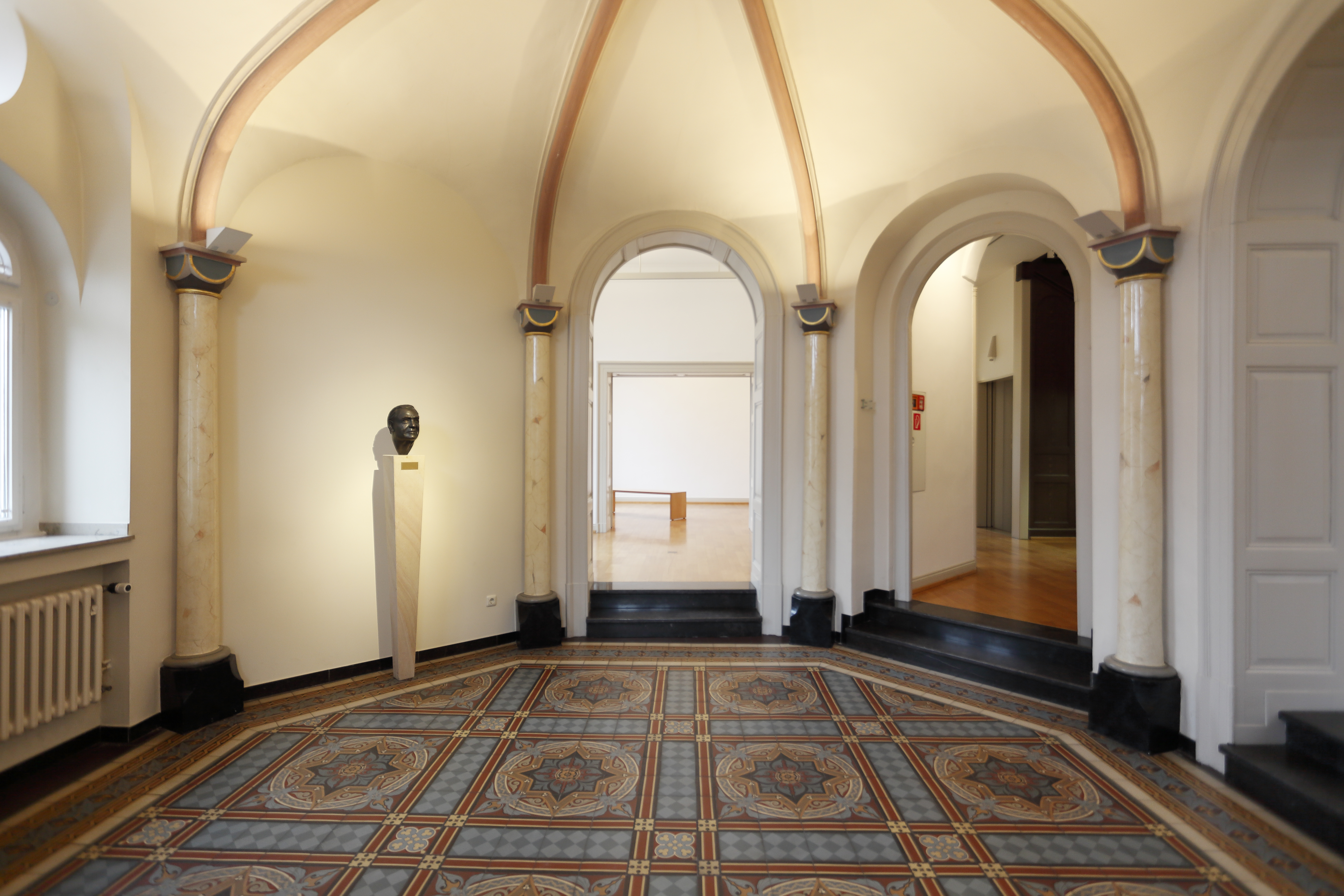
Kunstmuseum Ahlen, Altbau, EG, Kapellchen (2018)

Das Kunstmuseum Ahlen ist ein Museum in Ahlen/Westfalen. Es befindet sich in der Ahlener Innenstadt, am ehemaligen Westtor der Stadt, und besteht seit Oktober 1993. Die Gründung des Museums entsprang der privaten Initiative des Stifters Theodor F. Leifeld. Hierfür wurde ein städtebauliches Denkmal, eine Gründerzeitvilla der Freifrau von Kalkstein, aufwendig renoviert. Das Kunstmuseum Ahlen, das im Jahr 1996 durch einen Neubau erweitert wurde, zeigt in einem Ensemble von historischer und moderner Architektur jährlich mehrere Wechselausstellungen moderner und zeitgenössischer Kunst und besitzt eine eigene Sammlung. Stephan Trescher war 2019 kommissarischer Leiter und Anfang 2020 künstlerischer Leiter des Kunstmuseums Ahlen. Er löste seinen Vorgänger Burkhard Leismann ab, der das Museum seit seiner Gründung geleitet hatte. Seit August 2020 wird das Haus von Martina Padberg geleitet.

## Sammlung
Das Kunstmuseum Ahlen baut seit 2006 eine eigene Sammlung auf. Sie wird mit Ankäufen der Theodor F. Leifeld-Stiftung und des Förderkreises des Kunstmuseums Ahlen e. V. sowie mit Schenkungen und Dauerleihgaben unterstützt. Die Sammlung umfasst zurzeit rund 1500 Werke von mehr als 200 Künstlerinnen und Künstlern aus der frühen klassischen Moderne (ab Spätimpressionismus), aus der konstruktiv-konkreten Kunst und der zeitgenössischen Kunst. In allen Bereichen spielt das Thema Licht eine besondere Rolle, sodass ein Teil der Sammlung Licht-Kunst ist.
Die frühesten Gemälde der Sammlung stammen von Auguste Renoir, Christian Rohlfs, Emil Nolde und Erich Heckel, gefolgt von Werken rheinischer Expressionisten wie Walter Ophey, Wilhelm Wieger, Heinrich Campendonk, Helmuth Macke und Heinrich Nauen, sowie von Westfälischen Expressionisten wie Peter August Böckstiegel oder Hermann Stenner. Der zweite Schwerpunkt der Sammlung liegt auf deutschen konstruktiv-konkreten Kunstwerken seit dem Zweiten Weltkrieg, u. a. von Fritz Winter, Heinrich Siepmann, Leo Erb, Klaus Staudt und Imi Knoebel. Die Künstler der Gruppe ZERO Heinz Mack, Adolf Luther und Günther Uecker sind ebenso vertreten wie Eduard Micus und Erwin Bechtold.
Der dritte Bereich der Sammlung entstand aus den Wechselausstellungen. Zeitgenössische Werke u. a. von Susanne Lyner, Christoph Dahlhausen, Aljoscha, Margret Eicher, Bernd Damke, Myriam Thyes und Jobst Tilmann spiegeln die Ausstellungstätigkeit der letzten 25 Jahre. Die langjährige Kooperation mit dem Künstler Timm Ulrichs setzt mit einem umfassenden Konvolut einen besonderen Akzent in der Sammlung. Der Nachlass von Andreas Horlitz wurde 2016 in die Sammlung aufgenommen. In der Sammlung befinden sich auch Werke von Hans-Peter Porzner, Anke Eilergerhard und Michael Riedel.
Im Außenbereich zeigt das Museum Werke im Skulpturengarten, eine große Lichtprojektion von Egill Saebjörnsson, die das gewölbte Tonnendach des Neubaus bespielt, sowie ein neu erworbenes Lichtkunstwerk von Adam Barker-Mill.
2023 feiert das Kunstmuseum Ahlen sein 30-jähriges Bestehen. Zu diesem Anlass werden drei Sonderausstellungen gezeigt, die den Bestand der Sammlung zeigen. Von der klassischen Moderne über eine Einzelausstellung, bei der die Kunst von Timm Ulrichs gezeigt wird, bis zur Kunst nach 1945. Außerdem erschien 2023 ein Sammlungskatalog mit dem Titel "Ans Licht! Die Sammlung im Kunstmuseum Ahlen" mit Beiträgen vieler Autorinnen und Autoren, in dem die Sammlung mit Texten, einem Sammlungsverzeichnis und vielen Bildern sowie die bisherige Arbeit des Kunstmuseums Ahlen vorgestellt werden.
2024 schenkten die privaten Kunstsammler Brigitte Spethmann-Heitlage und Eckhard Heitlage sich einen Teil ihrer Sammlung Speth-Lage zu Positionen der Konkreten Kunst dem Kunstmuseum Ahlen. Eine Auswahl von Werken weiblicher Künstler – u. a. Dóra Maurer, Inge Dick, Rosa M. Hessling, Isa Genzken, Vera Molnár, Regine Schumann und Edda Jachens soll 2025 in der Ausstellung Konkrete Frauen. Neue Räume präsentiert werden.

## Ausstellungen
Neben vielen Einzelprojekten ist das Kunstmuseum Ahlen Partner von Ausstellungskooperationen wie zuletzt:
- 2017/2018 Fritz Klemm - Malerei und Arbeiten auf Papier, in Folge gezeigt im Leonhardi-Museum, Dresden und im Museum de Fundatie, Zwolle, Niederlande
- 2018/2019 Brisante Träume. Die Kunst der Weltausstellung, Gemeinschaftsausstellung mit dem Marta Herford.[15]
- 2021: Beat Zoderer. Faltungen und andere Ereignisse, Hellweg Konkret II mit sieben Partnerinstitutionen der Hellweg-Region
- 2022: Neue Wahrheit? Kleine Wunder! Die frühen Jahre der Fotografie mit dem Museum Georg Schäfer Schweinfurt und der Kunstsammlung Jena
- 2022: Fragile. Alles aus Glas! Grenzbereiche des Skulpturalen mit den Städtischen Museen Heilbronn, Kunsthalle Vogelmann
- 2023/24: Vis-a-vis. Treffpunkt Sammlung
- 2024: Avantgarde in den Niederlanden. Die expressionistische Künstlergruppe De Ploeg
- 2025: Konkrete Frauen, neue Räume[16] (im Rahmen von Hellweg Konkret III)

Die vollständige Liste aller Ausstellungen seit 1993 kann im Online-Archiv des Kunstmuseum Ahlen oder im 2023 erschienenen und weiter oben erwähnten Sammlungskatalog "Ans Licht! Die Sammlung im Kunstmuseum Ahlen" nachgelesen werden.